# William Gifford
Pour les articles homonymes, voir Gifford.
William Gifford (avril 1756 – 31 décembre 1826) est un critique littéraire, un poète et un relecteur anglais, connu en particulier pour son esprit satirique et ses qualités de polémiste.
Il est d'autre part le relecteur de plusieurs romans de Jane Austen, et en particulier d’Emma. Il travaillait à ce titre pour le compte de l'éditeur John Murray.

## Biographie
William Gifford est né à Ashburton, dans le Devonshire ; il est le fils de Edward Gifford et de Elizabeth Cain. Son père meurt alors qu'il n'a que treize ans, et sa mère meurt à son tour un an plus tard, le laissant aux soins d'un parrain qui ne s'occupe guère de lui de façon suivie.
En conséquence, il exerce dans sa jeunesse plusieurs métiers manuels, valet de charrue, petit mousse, ou apprenti d'un savetier. Mais il ne s'intéresse qu'aux études, et écrit des poèmes, ce qui lui vaut d'être remarqué par un chirurgien d'Ashburton, William Cookesley, qui lève pour lui une souscription pour l'envoyer étudier.
En 1779, il entre à l’Exeter College d'Oxford, comme bible clerk – c'est-à-dire en fait comme serviteur. Mais il en sort diplômé le 10 octobre 1782. Déjà, à Oxford, il travaille à sa traduction de Juvenal. Une fois diplômé, il bénéficie du patronage de Lord Grosvenor, qui l'engage comme précepteur de son fils.
Peu à peu, il écrit son premier poème, The Baviad (1791), satire parodique des Della Cruscans (en), un cercle de poètes sentimentaux de l'époque que William Gifford considérait comme dangereux par leur esprit radical. Il y paraphrase la première satire du poète romain Perse (34 ap. J.-C. - 62).

## Œuvres
En tant que poète, on considère généralement que l'œuvre la plus achevée de William Gifford est sa parodie The Baviad.
En tant que critique, il fait preuve d'une certaine acuité de jugement, malgré tout obscurcie par son caractère polémique, voire une certaine amertume, se laissant souvent aller à juger plus en fonction de ses opinions politiques que selon les mérites propres de l'objet de ce jugement. 
Ses poèmes satiriques sont inclus dans le volume IV de British Satire 1785-1840, 5 vols, publié en 2003 chez John Strachan.  
The Poetry of the Anti-Jacobin a été annoté et revu par Graeme Stones en 1999 (Pickering and Chatto). Enfin, l'éditeur Everyman a édité sa traduction de Juvenal (initialement publiée de 1800).

## Importance pour les romans de Jane Austen
Une récente étude de Kathryn Sutherland, spécialiste reconnue de Jane Austen, crédite William Gifford d'être à l'origine de la ponctuation et de l'orthographe que l'on connaît des romans de Jane Austen publiés par John Murray. La question est délicate car la quasi-totalité des manuscrits d'origine des romans de Jane Austen a été détruite après publication, comme il était d'usage (à l'exception notable des derniers chapitres initiaux de Persuasion, ce qui (contrairement à ce qui est parfois rapporté) ne permet pas de comparer directement manuscrit et texte publié, mais seulement une comparaison générale du style. Kathryn Sutherland laisse entendre qu'une partie du style généralement considéré comme « parfait » et d'une élégance « épigrammatique » de Jane Austen pourrait être du fait de William Gifford. 
Si William Gifford a sans doute contribué à la forme stylistique de Emma et de Persuasion que l'on connaît aujourd'hui, il reste que Sense and Sensibility, Pride and Prejudice et la première édition de Mansfield Park n'ont pas été publiés chez John Murray, et par conséquent que William Gifford n'en a pas retouché le style. Sa contribution n'a donc pu être qu'assez marginale par rapport au talent stylistique aujourd'hui reconnu à Jane Austen.

Enfin, si Kathryn Sutherland attribue la perfection grammaticale, la ponctuation et l'orthographe de Jane Austen à William Gifford, pour les romans qu'il a relu, elle ajoute : 

« Jane Austen utilise des lettres capitales et souligne les mots qu'elle juge importants pour leur donner du poids, d'une façon plus proche de la voix qui parle que du texte écrit. En les ôtant, on a un résultat plus correct grammaticalement et plus élaboré - mais on a perdu quelque chose,. »

D'autre part, de façon plus anecdotique, William Gifford a contribué à définir le contenu de Plan of a Novel, la parodie écrite par Jane Austen après la publication de Emma.